# Fagiano Okayama
Maillots
Actualités
Le Fagiano Okayama (ファジアーノ岡山) est un club japonais de football basé à Okayama dans la préfecture du même nom. Le club évolue en J.League 1.

## Historique
Fondée en 2004 avec la fusion des River Free Kickers de la 1er division de la Ligue d'Okayama. Le club est devenu Fagiano Okayama en 2006 et a rejoint la J.League en 2009. Depuis que le club est toujours resté en deuxième division japonaise.
Le nom de l'équipe signifie « faisan » en italien. Le faisan est un oiseau de la préfecture d'Okayama, et a été nommé d'après l'extermination du faisan dans l'ancienne légende Momotaro. L'emblème renouvelé en 2018 est conçu avec un "faisan battant". La forme extérieure de l'emblème est une simple forme de bouclier. Les 12 plumes expriment la volonté du club de viser la hauteur "avec les fans et les supporters".
Lors de la saison 2024, Okayama termine à la 5ᵉ place qui le qualifie pour les Play-offs, ce qui est la 3ᵉ fois de son histoire (défait en finale 1-0 au Cerezo Osaka, en 2016 ; et battu en demi-finale en 2022). 
Pendant ces Play-offs, Okayama va assez facilement se défaire du 4ᵉ classé, le Montedio Yamagata, avec une victoire 0-3. L'autre demi-finale opposant le V-Varen Nagasaki et le Vegalta Sendai, se solde par une victoire écrasante de Sendai, permettant ainsi à Okayama de recevoir la finale (Sendai ayant fini 6ᵉ) 
Okayama bat Sendai 2-0, le 7 décembre 2024, et accède pour la première fois de son histoire à l'élite du football japonais, après 16 longues saisons en J2.

## Palmarès
| Compétitions nationales | Compétitions internationales |
| - Néant                 | - Néant                      |

## Joueurs et personnalités du club

### Entraîneurs
Le tableau suivant présente la liste des entraîneurs du club depuis 2007.
| Rang | Nom            | Période   |
| ---- | -------------- | --------- |
| 1    | Satoshi Tezuka | 2007-2010 |
| 5    | Takashi Kiyama | 2022-     |

| Rang | Nom               | Période   |
| ---- | ----------------- | --------- |
| 2    | Masanaga Kageyama | 2010-2015 |

| Rang | Nom            | Période   |
| ---- | -------------- | --------- |
| 3    | Tetsu Nagasawa | 2015-2019 |

| Rang | Nom         | Période   |
| ---- | ----------- | --------- |
| 4    | Kenji Arima | 2019-2022 |

### Joueurs emblématiques
- Shingo Akamine
- Kota Aoki
- Kota Hattori
- Kazunari Hosaka
- Daiki Iwamasa
- Akira Kaji
- Kengo Kawamata
- Kengo Kawamata
- Hiroyoshi Kuwabara
- Shinichiro Kuwada
- Hideya Okamoto
- Kota Ueda
- Kim Min-kyun
- Kim Tae-yeon
- Anderson Gonzaga
- Ilian Stoyanov

## Bilan saison par saison
Ce tableau présente les résultats par saison du Fagiano Okayama dans les diverses compétitions nationales et internationales depuis la saison 2009.
| Saison | Championnat | Championnat | Championnat | Championnat | Championnat | Championnat | Championnat | Championnat | Championnat | Championnat | Coupe du Japon | Coupe de la Ligue |
| Saison | Division    | Pos         | Pts         | J           | V           | N           | D           | BP          | BC          | Diff.       | Coupe du Japon | Coupe de la Ligue |
| ------ | ----------- | ----------- | ----------- | ----------- | ----------- | ----------- | ----------- | ----------- | ----------- | ----------- | -------------- | ----------------- |
| 2009   | J2 League   | 18e         | 36          | 51          | 8           | 12          | 31          | 40          | 84          | -44         | 2e tour        | -                 |
| 2010   | J2 League   | 17e         | 32          | 36          | 8           | 8           | 20          | 27          | 51          | -24         | 2e tour        | -                 |
| 2011   | J2 League   | 13e         | 48          | 38          | 13          | 9           | 16          | 43          | 58          | -15         | 3e tour        | -                 |
| 2012   | J2 League   | 8e          | 65          | 42          | 17          | 14          | 11          | 41          | 34          | +7          | 3e tour        | -                 |
| 2013   | J2 League   | 12e         | 56          | 42          | 13          | 17          | 12          | 52          | 48          | +4          | 3e tour        | -                 |
| 2014   | J2 League   | 8e          | 61          | 42          | 15          | 16          | 11          | 52          | 48          | +4          | 2e tour        | -                 |
| 2015   | J2 League   | 11e         | 54          | 42          | 12          | 18          | 12          | 40          | 35          | +5          | 1er tour       | -                 |
| 2016   | J2 League   | 6e          | 65          | 42          | 17          | 14          | 11          | 58          | 44          | +14         | 3e tour        | -                 |
| 2017   | J2 League   | 13e         | 55          | 42          | 13          | 16          | 13          | 44          | 49          | -5          | 3e tour        | -                 |
| 2018   | J2 League   | 15e         | 53          | 42          | 14          | 11          | 17          | 39          | 43          | -4          | 2e tour        | -                 |
| 2019   | J2 League   | 9e          | 65          | 42          | 18          | 11          | 13          | 49          | 47          | +2          | 3e tour        | -                 |
| 2020   | J2 League   | 17e         | 50          | 42          | 12          | 14          | 16          | 39          | 49          | -10         | -              | -                 |
| 2021   | J2 League   | 11e         | 59          | 42          | 15          | 14          | 13          | 40          | 36          | +4          | 3e tour        | -                 |
| 2022   | J2 League   | 3e          | 72          | 42          | 20          | 12          | 10          | 61          | 42          | +19         | 2e tour        | -                 |
| 2023   | J2 League   | 10e         | 58          | 42          | 13          | 19          | 10          | 49          | 49          | 0           | 3e tour        | -                 |
| 2024   | J2 League   | 5e          | 65          | 38          | 17          | 14          | 7           | 48          | 29          | +19         | 2e tour        | 1er tour          |
| Saison | Division    | Pos         | Pts         | J           | V           | N           | D           | BP          | BC          | Diff.       | Coupe du Japon | Coupe de la Ligue |
| Saison | Championnat |             |             |             |             |             |             |             |             |             | Coupe du Japon | Coupe de la Ligue |